# Anne de Melun
Pour les autres membres de la famille, voir Maison de Melun.
Pour les articles homonymes, voir Melun (homonymie).
 (janvier 2019).
Si vous disposez d'ouvrages ou d'articles de référence ou si vous connaissez des sites web de qualité traitant du thème abordé ici, merci de compléter l'article en donnant les références utiles à sa vérifiabilité et en les liant à la section « Notes et références ».
Anne de Melun, dite Mlle de Melun, baptisée le 2 mars 1619, décédée le 13 août 1679 à Baugé en Anjou.

## Biographie
Cette princesse consacra toute sa vie au soulagement des malheureux. En 1624, elle entra au chapitre de Sainte-Waudru à Mons, et bientôt sa grande affection pour les pauvres lui inspira le dessein de construire un hospice à Wiers, son village natal ; mais elle dut abandonner ce généreux projet, lorsque sa famille quitta son manoir et ses domaines pour chercher son salut et sa sécurité en terre étrangère.
En 1649, Anne quitta les chanoinesses de Mons, et, après être restée un an auprès de sa mère à Abbeville, se retira en Anjou dans une communauté des Sœurs Hospitalières de Saint-Joseph où elle fonda un hospice à Baugé, petite ville de cette province. Son frère Alexandre Guillaume de Melun, prince d'Épinoy et du Saint Empire, vicomte de Gand, qui l'avait suivie dans son nouveau séjour, s'associa à son entreprise et ne dédaigna pas de coopérer de son travail manuel à la construction de cet établissement.
Ainsi, en 1650, l’hôpital put accueillir ses premiers malades encadrés par trois sœurs Hospitalières de La Flèche.

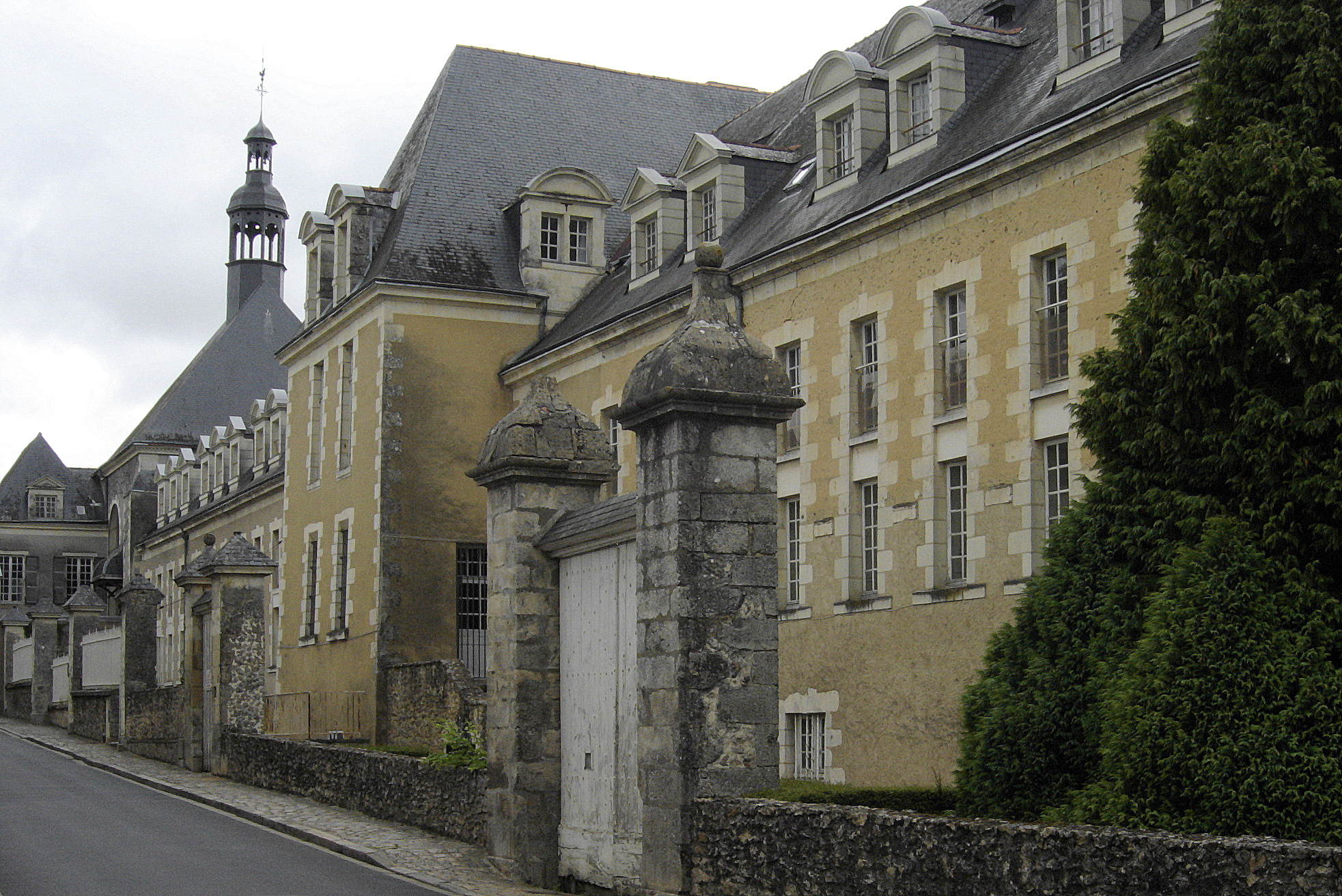
L'hôtel-Dieu de Baugé fondé par Mlle de Melun.

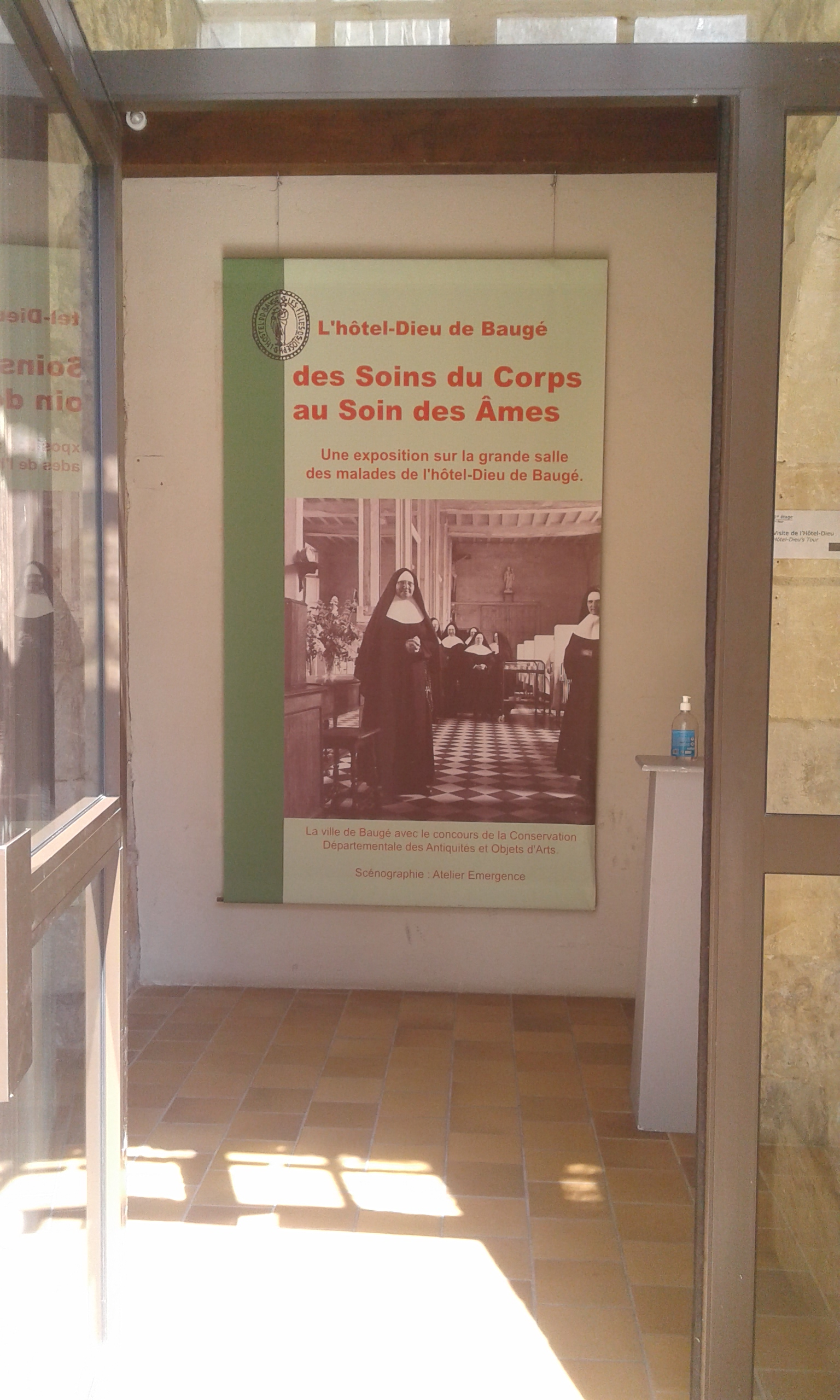
Affiche de l'exposition permanente de l'hôtel-Dieu de Baugé conçue par Mlle de Melun

Par le dévouement de mademoiselle de Melun, la ville de Baugé se vit bientôt dotée d'écoles chrétiennes et d'un hospice pour les malades, les orphelins et les pauvres. En 1652, Anne sauva du pillage sa cité d'adoption, en allant se jeter aux pieds de l'officier qui avait donné l'ordre de saccager et d'incendier la ville. Mlle de Melun fonda en 1672, un hospice à Beaufort, autre petite ville d'Anjou. 
Elle mourut à Baugé le 13 août 1679, et fut inhumée dans l'hôpital qu'elle avait fondé.
Sur sa tombe, on grava une épitaphe qui retraçait sa vie de dévouement et d'abnégation. Le 18 nivôse an II, le commissaire du district de Baugé enleva le cercueil de plomb qui renfermait ses restes, et les ossements furent descendus en présence de deux hospitalières dans le caveau où sont ensevelies les religieuses.
Depuis quelque temps, des démarches sont faites auprès du Saint-Siège pour introduire la cause de béatification de cette princesse dévouée.